# Zhu (Xia)
Zhu – 7. władca Chin z dynastii Xia, panujący w latach 2057–2041 p.n.e.